# Symfonisk metal
Symphonic metal eller symfonisk metal er en heavy metal-genre, som ofte bruges i forbindelse med andre heavy metal-genrer. Symfoniske metal-bands lægger ofte vægt på keyboard eller orgel i produktionen, og kan bruge elementer som opera/teater-inspireret vokal og orkestrerede dele eller sange.
Eksempler på symfoniske metal-bands er Nightwish, Dimmu Borgir, Rhapsody of Fire, Therion, Epica, Dark Moor, After Forever, Diabulus in Musica og Within Temptation.